# Garlipp
Garlipp là một đô thị thuộc huyện Stendal, bang Sachsen-Anhalt, Đức. Đô thị Garlipp có diện tích 6,85 km², dân số thời điểm ngày 31 tháng 12 năm 2006 là 201 người.